# Барятинская (станция)
Баря́тинская — станция Московской железной дороги, расположена в районном центре Калужской области, селе Барятино. Открыта в 1899 году на Данково-Смоленской железной дороге.
Находится на линии Московской железной дороги Смоленск — Сухиничи. От станции отходят однопутные неэлектрифицированные участки на Сухиничи и Ельню.
Железнодорожные пути на станции не электрифицированы. Относится к Смоленскому региону Московской железной дороги. По характеру работы станция отнесена к 5 классу.

## История
Станция Барятинская Данково-Смоленской железной дороги открыта в 1899 году.
Крупный пункт на то время в Калужской губернии по приёму и отправке пассажиров, отгрузке продуктов питания, керосина, рогожи. Также отгружались в значительных количествах: льняное и конопляное масло в бочках, зерно, прочие товары, имевшие спрос в других регионах Российской империи и за её пределами.
В годы Великой Отечественной войны, 11 января 1942 года, части 326-й стрелковой дивизии полковника Немудрова с боями захватили станцию, где были обнаружены огромные запасы советских артиллерийских и стрелковых боеприпасов, которые немцы не успели взорвать. Маршал Голиков впоследствии вспоминал: 

В последующем из этого склада в течение нескольких месяцев снабжались войска не только нашей армии, но и соседних

## Пассажирское движение
На станции останавливаются все пригородные поезда Центральной пригородной пассажирской компании, следующие направлением на Спас-Деменск и Сухиничи.

## Коммерческие операции, выполняемые на станции
- Продажа пасс. билетов. Прием, выдача багажа
- Пр/выд. повагонных отправок грузов (откр. площ.)
- Пр/выд. поваг. и мелк. отправок (подъездн. пути)[2].